# 王国瑞 (1914年)
王国瑞（1914年—1990年），男，陕西绥德人，中华人民共和国政治人物，曾任甘肃省人民委员会副省长，甘肃省革命委员会副主任，中共甘肃省委常委，甘肃省政协副主席，第四届全国人大代表。